# トニー・ラルーサ
アンソニー・ラルーサ・ジュニア （Anthony La Russa, Jr., 1944年10月4日 - ）は、アメリカ合衆国フロリダ州タンパ出身の元プロ野球選手（内野手）。右投右打。

## 経歴
フロリダ州タンパで生まれ、高校卒業後の1962年に内野手としてカンザスシティ・アスレチックスと契約し、翌1963年5月10日にメジャーデビュー。しかし2年目のシーズンオフに痛めた右腕が完治せず、選手としては大成することなく終わる。選手時代のほとんどをオークランド・アスレチックス、アトランタ・ブレーブス、ピッツバーグ・パイレーツ、シカゴ・ホワイトソックス、セントルイス・カージナルス、シカゴ・カブスなどのマイナーで送る。1973年4月6日の試合に代走で出場したのが最後のメジャー出場となった。
監督になる前にロースクールに通い、フロリダ州立大学から法務博士の学位を得たが、法曹界には入らなかった。1979年のシーズン中に、34歳の若さでホワイトソックスの監督に就任した。1983年にはアメリカンリーグ西地区を制し、最優秀監督賞を受賞。同年はリーグチャンピオンシップシリーズでボルチモア・オリオールズに敗れる。その後1986年のシーズン中にホワイトソックスが26勝38敗とつまづいた責任を問われ、解雇される。

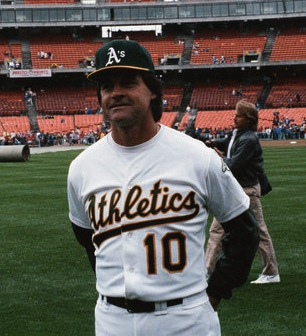
オークランド・アスレチックスでの監督時代（1989年）

ホワイトソックスから解雇された3週間後にアスレチックスの監督に就任する。マーク・マグワイア、ホセ・カンセコの通称バッシュ・ブラザースを擁して、1988年から1990年まで三年連続でワールドシリーズにチームを導き、1989年にはサンフランシスコ・ジャイアンツを降してワールドシリーズを制覇する。1988年に二度目、1992年に三度目の最優秀監督賞に輝く。
1995年にアスレチックスの監督を辞任、そのままセントルイス・カージナルスの監督に就任し、1996年、2000 - 2002年、2004 - 2006年の7回ナショナルリーグの中地区優勝を果たす。2004年には105勝でカージナルス監督として初のワールドシリーズ進出を果たすが、ボストン・レッドソックスに4連敗を喫し、翌2005年は2年連続100勝を記録するもヒューストン・アストロズにリーグチャンピオンシップシリーズで敗退。2006年は怪我人続出によって83勝で辛うじて地区優勝を果たすなど下馬評は高くなかったものの、ディビジョンシリーズでサンディエゴ・パドレスを3勝1敗、リーグチャンピオンシップシリーズでニューヨーク・メッツを激闘の末4勝3敗で下し、ワールドシリーズでもデトロイト・タイガースを4勝1敗で破ってカージナルスに24年ぶり10回目の世界一をもたらし、これによりラルーサはスパーキー・アンダーソンに続き史上2人目の両リーグでのワールドシリーズ優勝監督となった。また、対戦相手のタイガースの監督であるジム・リーランドも1997年のワールドシリーズでフロリダ・マーリンズを率いてワールドチャンピオンになった経験があり、どちらが勝っても両リーグでのワールドシリーズ優勝監督となっていた。
2011年は前半戦を首位に立ちながら8月に失速、中地区1位のミルウォーキー・ブルワーズには10.5ゲーム差、ワイルドカード争いをしていたブレーブスにも8.5ゲーム差をつけられた。しかしそこからブレーブスとの直接対決で3連勝するなどし、最終戦でワイルドカードを奪取。ディビジョンシリーズではレギュラーシーズンで両リーグ最高勝率を記録し世界一候補の筆頭だったフィラデルフィア・フィリーズを3勝2敗で退けると、リーグチャンピオンシップシリーズではブルワーズを4勝2敗で撃破。テキサス・レンジャーズとのワールドシリーズは2度もあと1ストライクで敗退という状況から勝利を収めた第6戦など、激闘を演じた末4勝3敗で勝利した。ポストシーズン史上最多の投手を起用する、「マイクロマネージ」と呼ばれる細かな継投策が目立った。直後の10月31日、監督勇退を表明した。勇退は8月に決めており、理由を「いくつかの要因が重なった結果」と説明した。
2012年1月24日、この年のオールスターのナ・リーグ監督を務めることが発表され、試合は8－0でナ・リーグが快勝した。退任した人物が監督を務めたのは1933年の第1回オールスターでナ・リーグを率いたジョン・マグロー以来2人目となった。

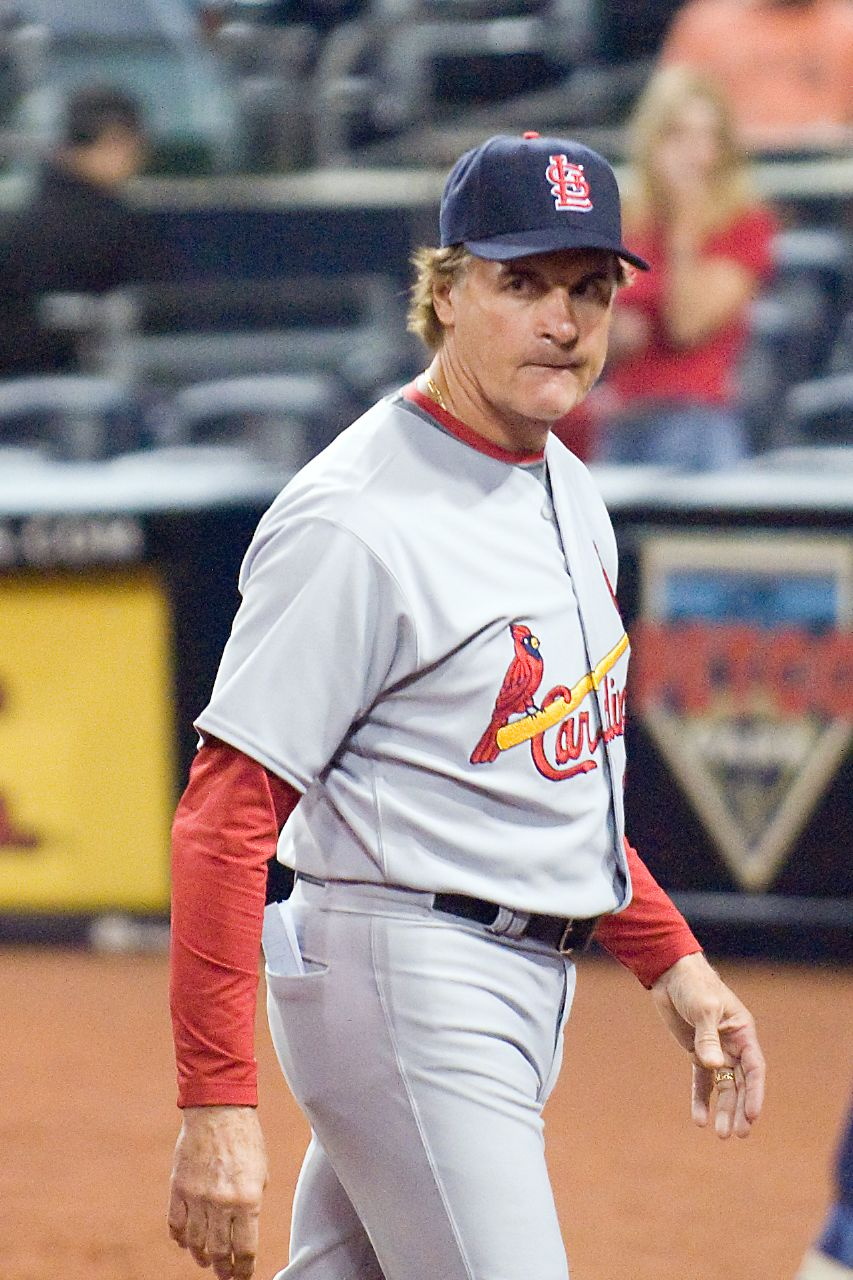
セントルイス・カージナルスでの監督時代（2008年）

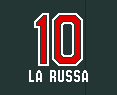
ラルーサのカージナルス在籍時の背番号「10」。
セントルイス・カージナルスの永久欠番に2012年指定。

また、同年5月1日にラルーサのカージナルス在籍時の背番号『10』が同球団のメジャーリーグベースボールの永久欠番に指定されている。2014年にベテランズ委員会の選考によりアメリカ野球殿堂入りを果たした。
2014年5月17日よりアリゾナ・ダイヤモンドバックスの編成部門の最高責任者に就任。
2015年8月にダイヤモンドバックスの首脳のひとりとして初来日し、日本プロ野球の視察のほか、野球教室の指導も行った。
2017年11月、ボストン・レッドソックスの球団副社長に就任した。編成本部長の特別補佐を兼務する。
2020年10月29日、76歳にして再びホワイトソックスの監督に就任すると発表された。現場復帰は10シーズンぶり、ホワイトソックスの監督就任は35シーズンぶりとなる。メジャーリーグでは87歳のコニー・マック（1950年）、80歳のジャック・マキーオン（2011年）に次ぐ史上3番目の高齢監督となる。
2021年6月6日、デトロイト・タイガース戦で2764勝目を挙げ、監督勝利数単独2位となった。
2022年2月、心臓にペースメーカーをつける手術を受け、健康面での不安が明らかになる中でも指揮をとったが、同年8月30日の試合後にペースメーカーの不具合が出たためにチームを離れ、そしてレギュラーシーズン終了後の10月4日に健康上の理由がもとでホワイトソックス監督退任を表明した。退任までに記録した勝利数は2902勝2515敗だった。

## 監督としての特徴
前述の通り、2022年に退任するまで監督としての通算成績は2902勝2515敗、勝率.536で、勝利・敗戦数は歴代でも第1位のコニー・マック（3731勝3948敗・勝率.486）に次ぎ、通算勝率ではマックを上回っている。ただし、監督勝利数トップ5においての通算勝率はジョン・マグロー（2763勝1947敗・勝率.586）、ボビー・コックス（2504勝2001敗・勝率.556）、ジョー・トーリ（2326勝1997敗・勝率.538）に次ぐ4位である。そのうち大半の成績はカージナルス在籍時で1408勝1182敗、勝率.544の成績を収めた。また、前述の通り、ア・リーグとナ・リーグの両リーグでワールドチャンピオンに輝いた史上2人目の監督であり、両リーグを制覇した史上6人目の監督である。さらに、両リーグで最優秀監督賞を受賞した2人目の監督でもある。
マイケル・ルイス著「マネーボール」で取り上げられた、オークランド・アスレチックスを代表とするビッグボールに対抗し、犠牲バント、盗塁等の小技を用いるスモールボールを中心とした。また、カージナルス在籍時にラルーサの指揮を受けた田口壮はラルーサを、最も説明能力が高く、また最も先を読む目があった監督だったと評している。
2006年にワールドチャンピオンを制した際には、田口のほかデビッド・エクスタインらによる小技を多用していた。ラルーサの監督術についてはジョージ・ウィル著『野球術』（原題: Men At Work ）の「監督編」に詳述されている。
2度目のホワイトソックス監督就任時（2021年）にメジャーリーガーであった全選手が、ラルーサの1度目のホワイトソックス監督就任時点（1979年）で誰一人生まれていなかった。（その時点でのメジャー最年長選手は1980年生まれのアルバート・プホルス）

## 人物
英語とスペイン語のバイリンガルである。
2度（2007年、2020年の2月）飲酒運転で逮捕されている。

## 詳細情報

### 年度別打撃成績
| 年 度    | 球 団    | 試 合 | 打 席 | 打 数 | 得 点 | 安 打 | 二 塁 打 | 三 塁 打 | 本 塁 打 | 塁 打 | 打 点 | 盗 塁 | 盗 塁 死 | 犠 打 | 犠 飛 | 四 球 | 敬 遠 | 死 球 | 三 振 | 併 殺 打 | 打 率 | 出 塁 率 | 長 打 率 | O P S |
| -------- | -------- | ----- | ----- | ----- | ----- | ----- | -------- | -------- | -------- | ----- | ----- | ----- | -------- | ----- | ----- | ----- | ----- | ----- | ----- | -------- | ----- | -------- | -------- | ----- |
| 1963     | KCA OAK  | 34    | 53    | 44    | 4     | 11    | 1        | 1        | 0        | 14    | 1     | 0     | 0        | 1     | 1     | 7     | 0     | 0     | 12    | 0        | .250  | .346     | .318     | .664  |
| 1968     | KCA OAK  | 5     | 3     | 3     | 0     | 1     | 0        | 0        | 0        | 1     | 0     | 0     | 0        | 0     | 0     | 0     | 0     | 0     | 0     | 0        | .333  | .333     | .333     | .667  |
| 1969     | KCA OAK  | 8     | 8     | 8     | 0     | 0     | 0        | 0        | 0        | 0     | 0     | 0     | 0        | 0     | 0     | 0     | 0     | 0     | 1     | 0        | .000  | .000     | .000     | .000  |
| 1970     | KCA OAK  | 52    | 123   | 106   | 6     | 21    | 4        | 1        | 0        | 27    | 6     | 0     | 0        | 0     | 1     | 15    | 1     | 1     | 19    | 0        | .198  | .301     | .255     | .556  |
| 1971     | KCA OAK  | 23    | 8     | 8     | 3     | 0     | 0        | 0        | 0        | 0     | 0     | 0     | 0        | 0     | 0     | 0     | 0     | 0     | 4     | 0        | .000  | .000     | .000     | .000  |
| 1971     | ATL      | 9     | 8     | 7     | 1     | 2     | 0        | 0        | 0        | 2     | 0     | 0     | 0        | 0     | 0     | 1     | 0     | 0     | 1     | 2        | .286  | .375     | .286     | .661  |
| '71計    | ATL      | 32    | 16    | 15    | 4     | 2     | 0        | 0        | 0        | 2     | 0     | 0     | 0        | 0     | 0     | 1     | 0     | 0     | 5     | 2        | .133  | .188     | .133     | .321  |
| 1973     | CHC      | 1     | 0     | 0     | 1     | 0     | 0        | 0        | 0        | 0     | 0     | 0     | 0        | 0     | 0     | 0     | 0     | 0     | 0     | 0        | ----  | ----     | ----     | ----  |
| MLB：6年 | MLB：6年 | 132   | 203   | 176   | 15    | 35    | 5        | 2        | 0        | 44    | 7     | 0     | 0        | 1     | 2     | 23    | 1     | 1     | 37    | 2        | .199  | .292     | .250     | .542  |

- KCA（カンザスシティ・アスレチックス）は、1968年にOAK（オークランド・アスレチックス）に球団名を変更

### 年度別守備成績
| 年 度 | 球 団   | 二塁（2B） | 二塁（2B） | 二塁（2B） | 二塁（2B） | 二塁（2B） | 二塁（2B） | 遊撃（SS） | 遊撃（SS） | 遊撃（SS） | 遊撃（SS） | 遊撃（SS） | 遊撃（SS） | 三塁（3B） | 三塁（3B） | 三塁（3B） | 三塁（3B） | 三塁（3B） | 三塁（3B） |
| 年 度 | 球 団   | 試 合      | 刺 殺      | 補 殺      | 失 策      | 併 殺      | 守 備 率   | 試 合      | 刺 殺      | 補 殺      | 失 策      | 併 殺      | 守 備 率   | 試 合      | 刺 殺      | 補 殺      | 失 策      | 併 殺      | 守 備 率   |
| ----- | ------- | ---------- | ---------- | ---------- | ---------- | ---------- | ---------- | ---------- | ---------- | ---------- | ---------- | ---------- | ---------- | ---------- | ---------- | ---------- | ---------- | ---------- | ---------- |
| 1963  | KCA OAK | 3          | 6          | 3          | 0          | 1          | 1.000      | 14         | 23         | 22         | 2          | 7          | .957       | -          | -          | -          | -          | -          | -          |
| 1970  | KCA OAK | 44         | 67         | 89         | 5          | 21         | .969       | -          | -          | -          | -          | -          | -          | -          | -          | -          | -          | -          | -          |
| 1971  | KCA OAK | 7          | 4          | 1          | 1          | 1          | .833       | 4          | 4          | 5          | 0          | 1          | 1.000      | 2          | 0          | 1          | 1          | 0          | .500       |
| 1971  | ATL     | 9          | 8          | 6          | 1          | 3          | .933       | -          | -          | -          | -          | -          | -          | -          | -          | -          | -          | -          | -          |
| '71計 | ATL     | 16         | 12         | 7          | 2          | 4          | .905       | 4          | 4          | 5          | 0          | 1          | 1.000      | 2          | 0          | 1          | 1          | 0          | .500       |
| MLB   | MLB     | 63         | 85         | 99         | 7          | 26         | .963       | 18         | 27         | 27         | 2          | 8          | .964       | 2          | 0          | 1          | 1          | 0          | .500       |

### 年度別監督成績
| 年 度     | 球 団     | 地 区     | 年 齢     | 試 合 | 勝 利 | 敗 戦 | 勝 率 | 順 位 | 備 考    | ポストシーズン 勝敗 |
| --------- | --------- | --------- | --------- | ----- | ----- | ----- | ----- | ----- | -------- | ------------------- |
| 1979      | CWS       | AL 西     | 34歳      | 54    | 27    | 27    | .500  | 5 / 7 | 途中就任 |                     |
| 1980      | CWS       | AL 西     | 35歳      | 162   | 70    | 90    | .438  | 5 / 7 |          |                     |
| 1981      | CWS       | AL 西     | 36歳      | 53    | 31    | 22    | .585  | 3 / 7 | 前期     |                     |
| 1981      | CWS       | AL 西     | 36歳      | 53    | 23    | 30    | .434  | 6 / 7 | 後期     |                     |
| 1982      | CWS       | AL 西     | 37歳      | 162   | 87    | 75    | .537  | 3 / 7 |          |                     |
| 1983      | CWS       | AL 西     | 38歳      | 162   | 99    | 63    | .611  | 1 / 7 | ALCS敗退 | 01勝03敗            |
| 1984      | CWS       | AL 西     | 39歳      | 162   | 74    | 88    | .457  | 5 / 7 |          |                     |
| 1985      | CWS       | AL 西     | 40歳      | 163   | 85    | 77    | .525  | 3 / 7 |          |                     |
| 1986      | CWS       | AL 西     | 41歳      | 64    | 26    | 38    | .406  | 5 / 7 | 途中解任 |                     |
| 1986      | OAK       | AL 西     | 41歳      | 79    | 45    | 34    | .570  | 3 / 7 | 途中就任 |                     |
| 1987      | OAK       | AL 西     | 42歳      | 162   | 81    | 81    | .500  | 3 / 7 |          |                     |
| 1988      | OAK       | AL 西     | 43歳      | 162   | 104   | 58    | .642  | 1 / 7 | WS敗退   | 05勝04敗            |
| 1989      | OAK       | AL 西     | 44歳      | 162   | 99    | 63    | .611  | 1 / 7 | WS優勝   | 08勝01敗            |
| 1990      | OAK       | AL 西     | 45歳      | 162   | 103   | 59    | .636  | 1 / 7 | WS敗退   | 04勝04敗            |
| 1991      | OAK       | AL 西     | 46歳      | 162   | 84    | 78    | .519  | 4 / 7 |          |                     |
| 1992      | OAK       | AL 西     | 47歳      | 162   | 96    | 66    | .593  | 1 / 7 | ALCS敗退 | 02勝04敗            |
| 1993      | OAK       | AL 西     | 48歳      | 162   | 68    | 94    | .420  | 7 / 7 |          |                     |
| 1994      | OAK       | AL 西     | 49歳      | 114   | 51    | 63    | .447  | 2 / 4 |          |                     |
| 1995      | OAK       | AL 西     | 50歳      | 144   | 67    | 77    | .465  | 4 / 4 |          |                     |
| 1996      | STL       | NL 中     | 51歳      | 162   | 88    | 74    | .543  | 1 / 5 | NLCS敗退 | 06勝04敗            |
| 1997      | STL       | NL 中     | 52歳      | 162   | 73    | 89    | .451  | 4 / 5 |          |                     |
| 1998      | STL       | NL 中     | 53歳      | 162   | 83    | 79    | .512  | 3 / 6 |          |                     |
| 1999      | STL       | NL 中     | 54歳      | 161   | 75    | 86    | .466  | 4 / 6 |          |                     |
| 2000      | STL       | NL 中     | 55歳      | 162   | 95    | 67    | .586  | 1 / 6 | NLCS敗退 | 04勝04敗            |
| 2001      | STL       | NL 中     | 56歳      | 162   | 93    | 69    | .574  | 2 / 6 | NLDS敗退 | 02勝03敗            |
| 2002      | STL       | NL 中     | 57歳      | 162   | 97    | 65    | .599  | 1 / 6 | NLCS敗退 | 04勝04敗            |
| 2003      | STL       | NL 中     | 58歳      | 162   | 85    | 77    | .525  | 3 / 6 |          |                     |
| 2004      | STL       | NL 中     | 59歳      | 162   | 105   | 57    | .648  | 1 / 6 | WS敗退   | 07勝08敗            |
| 2005      | STL       | NL 中     | 60歳      | 162   | 100   | 62    | .617  | 1 / 6 | NLCS敗退 | 05勝04敗            |
| 2006      | STL       | NL 中     | 61歳      | 161   | 83    | 78    | .516  | 1 / 6 | WS優勝   | 11勝05敗            |
| 2007      | STL       | NL 中     | 62歳      | 162   | 78    | 84    | .481  | 3 / 6 |          |                     |
| 2008      | STL       | NL 中     | 63歳      | 162   | 86    | 76    | .531  | 4 / 6 |          |                     |
| 2009      | STL       | NL 中     | 64歳      | 162   | 91    | 71    | .562  | 1 / 6 | NLDS敗退 | 00勝03敗            |
| 2010      | STL       | NL 中     | 65歳      | 162   | 86    | 76    | .531  | 2 / 6 |          |                     |
| 2011      | STL       | NL 中     | 66歳      | 162   | 90    | 72    | .556  | 2 / 6 | WS優勝   | 11勝07敗            |
| 2021      | CWS       | AL 中     | 76歳      | 162   | 93    | 69    | .574  | 1 / 5 | ALDS敗退 | 01勝03敗            |
| 2022      | CWS       | AL 中     | 77歳      | 162   | 81    | 81    | .500  | 2 / 5 |          |                     |
| MLB：35年 | MLB：35年 | MLB：35年 | MLB：35年 | 5421  | 2902  | 2515  | .535  | -     | -        | 71勝61敗            |

- 年度の太字は最優秀監督賞受賞。
- 順位の太字はプレーオフ進出（ワイルドカードを含む）。
- WS…ワールドシリーズ、LCS…リーグチャンピオンシップシリーズ、DS…ディビジョンシリーズ、WC…ワイルドカードゲーム（ワイルドカードシリーズ）。

### 表彰
- アメリカンリーグ最優秀監督賞：3回（1983年、1988年、1992年）
- ナショナルリーグ最優秀監督賞：1回（2002年）

### 背番号
- 29（1963年）
- 10（1968年、1979年 - 2011年）
- 11（1969年）
- 22（1970年、2021年 - ）
- 42（1971年 - 同年途中、1973年）
- 6（1971年途中 - 同年終了）